# Bob Lilly
Bob Lilly (26 de julho de 1939) é um ex-jogador profissional de futebol americano estadunidense.

## Carreira
Bob Lilly foi campeão da temporada de 1971 da National Football League jogando pelo Dallas Cowboys.